# Ночесветка
Ночесве́тка, или морская свечка (лат. Noctiluca scintillans) — вид свободноживущих морских бесцветных динофлагеллят из порядка Noctilucales, выделяемый в монотипный род Noctiluca. Ночесветки являются одноклеточными организмами. Биолюминесцируют при раздражении. Биолюминесценция возникает по всей цитоплазме из-за реакции люцеферин-люциферазы в тысячах сферических органелл, названных сцинтиллонами.

## Строение и образ жизни
Обладая способностью пребывать в толще воды, ночесветки входят в состав планктона. Тело шаровидное и крупное для динофлагеллят (диаметр 0,2—2 мм, большинство обладает размером 0,5 мм), с отростком, называемым зубом, и подвижным сократимым щупальцем, используемым для питания. Щупальце не участвует в перемещении организма, оно совершает колебания с периодом не меньше 6 секунд, подгоняя пищу ко рту. Размножаются делением надвое или образованием мелких (длина около 20 мкм) почек на поверхности тела. Цитоплазма ночесветки заполнена жировыми включениями, которые при механических или химических воздействиях (в экспериментах — также под влиянием электрического тока) в результате окисления обладают способностью к биолюминесценции. Они содержатся в цитоплазматических тяжах, расходящихся от скопления цитоплазмы в области рта до границы клетки. В этом скоплении цитоплазмы находится клеточное ядро. Остальное же наполнение клетки — собрание вакуолей, которые вместе с жировыми включениями понижают среднюю плотность ночесветки, обеспечивая её плавучесть. Образуя скопления в поверхностных слоях тёплых, реже бореальных вод, ночесветки вызывают свечение моря, например, в Чёрном море. Особенно хорошо оно заметно ночью летом, в частности, там, где такие части судна, как винт, вёсла, взаимодействуют с водой. О том сколько живут ночесветки известно мало, предположительно 50 лет.

## Питание
Ночесветка это гетеротроф, поглощающий пищу при помощи фагоцитоза, она имеет клеточный рот. Она питается планктоном, диатомовыми водорослями, динофлагеллятами, прокариотами и мелкой икрой рыб. Диатомовые водоросли часто находят в вакуолях ночесветок. Такой симбиоз может несколько поколений питаться фотоавтотрофно, из-за чего, по-видимому, ранее ошибочно ночесветок относили к одноклеточным водорослям.

## Распространение
Ночесветки широко распространены по всему миру, часто встречаются на побережьях и мелководье, так как из-за света там растёт много фитопланктона, которым в основном питается ночесветка. 

## Иллюстрации

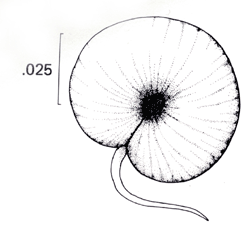
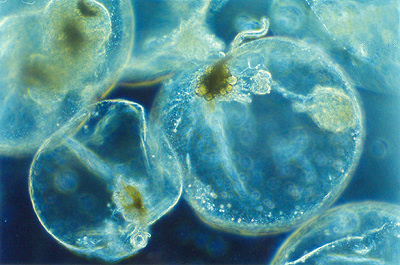
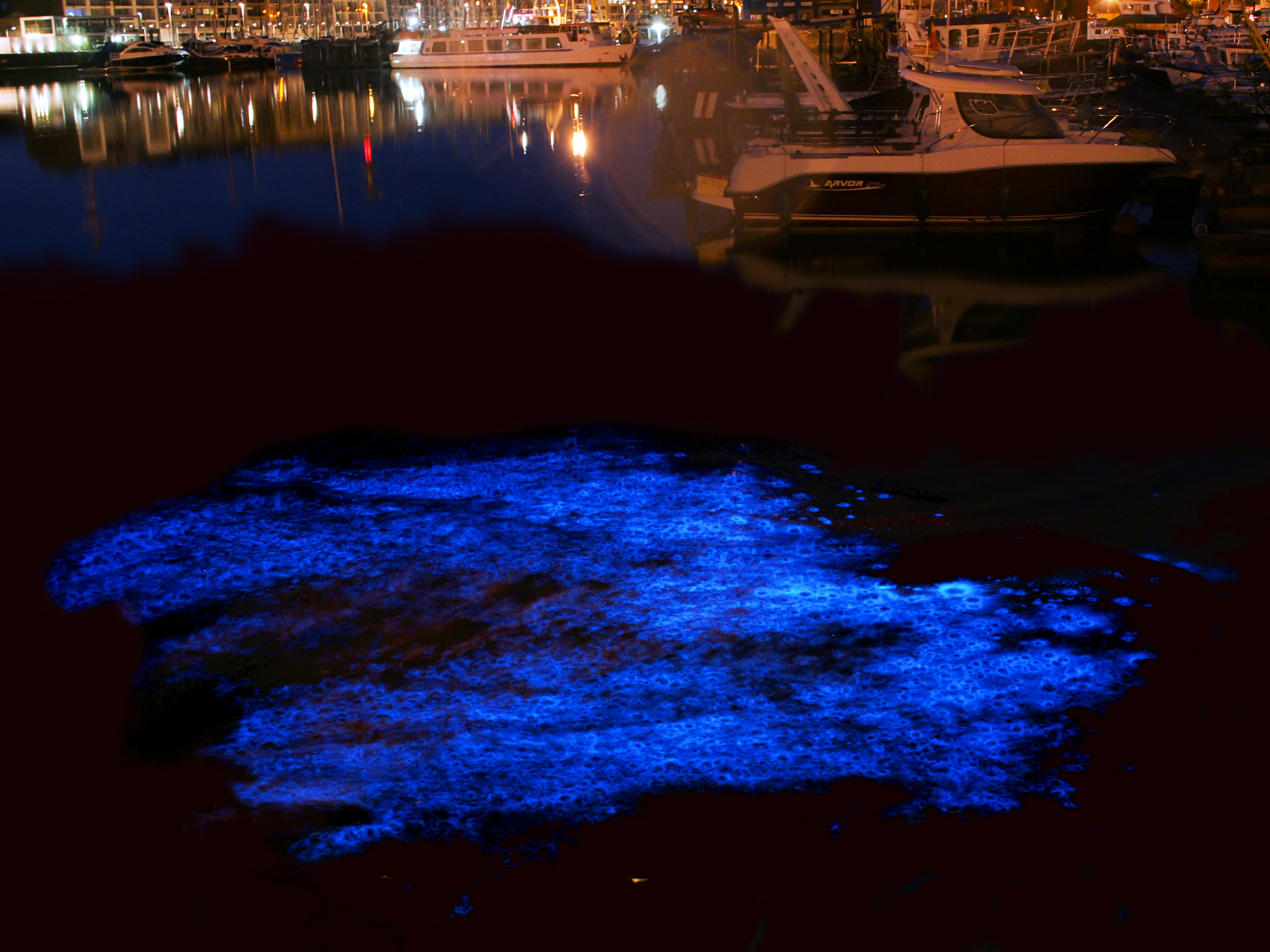